# СНВ-III
Договор между Российской Федерацией и Соединёнными Штатами Америки о мерах по дальнейшему сокращению и ограничению стратегических наступательных вооружений, СНВ-III (англ. Treaty between the United States of America and the Russian Federation on Measures for the Further Reduction and Limitation of Strategic Offensive Arms, New START) — двусторонний договор между Россией и США о дальнейшем взаимном сокращении арсеналов развёрнутых стратегических ядерных вооружений. Договором было предусмотрено сокращение для каждой из сторон развёрнутых ядерных боезарядов до 1550 единиц, межконтинентальных баллистических ракет (МБР), баллистических ракет подводных лодок (БРПЛ) и тяжёлых бомбардировщиков (ТБ) — до 700 единиц.
Договор был подписан президентами Дмитрием Медведевым и Бараком Обамой 8 апреля 2010 года в Праге и вступил в силу 5 февраля 2011 года, сменив договор СНВ-I, истёкший в декабре 2009 года, и Договор о сокращении стратегических наступательных потенциалов от 24 мая 2002 года. Договор был рассчитан на 10 лет с возможностью продления по взаимной договорённости сторон на 5 лет.
27 января 2021 года Государственная дума и Совет Федерации ратифицировали соглашение между Россией и США о продлении ДСНВ до 5 февраля 2026 года. 29 января президент России Путин подписал закон о продлении ДСНВ, а 3 февраля соглашение вступило в силу.
Договор предусматривал взаимные инспекции США и РФ на военные ядерные объекты друг друга для обоюдного контроля над ядерными вооружениями. Однако в 2020 году из-за пандемии COVID-19 эти инспекции прекратились. 24 февраля 2022 года Россия начала вторжение на Украину, в ходе которого США и ряд других стран поставляли Украине вооружения и наложили на Россию санкции. В августе 2022 года Россия отказала США в инспекции своих ядерных объектов, заявив, что из-за санкций российские инспекторы не могли получить транзитные визы для визитов в США. 31 января 2023 года Госдепартамент США обвинил Россию в нарушении СНВ-3.
21 февраля 2023 года президент Владимир Путин в послании к Федеральному Собранию заявил о приостановке участия России в договоре и 28 февраля 2023 года подписал Федеральный закон о приостановлении действия СНВ-III.

## Предыстория

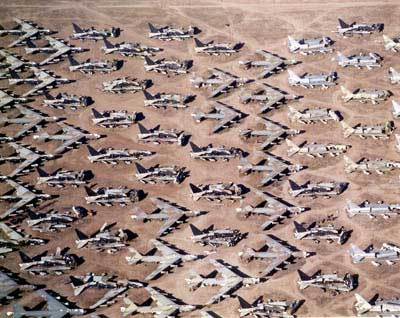
Уничтоженные стратегические бомбардировщики B-52. После распиливания фюзеляжей и крыльев самолёты остаются на открытом месте хранения, чтобы дать возможность российским национальным техническим средствам контроля произвести их фотографирование. АБ ВВС США Девис-Монтен, Аризона

СНВ-III стал седьмым в серии двусторонних договоров между СССР/Россией и США об ограничении стратегических ядерных сил. Первым таким договором был ОСВ-I, подписанный в 1972 году и закрепивший количество средств доставки ядерного оружия для каждой из сторон на имевшемся на тот период уровне. Однако к этому времени и в СССР, и в США уже начали оснащать ракеты разделяющимися головными частями с блоками индивидуального наведения (РГЧ). В результате именно в период разрядки начался невиданный прежде лавинообразный процесс наращивания ядерного потенциала. Договор также предусматривал принятие на вооружение новых баллистических ракет, размещаемых на подводных лодках, строго в том количестве, в котором были ранее списаны устаревшие баллистические ракеты наземного базирования.
Продолжением Договора от 1972 года стал ОСВ-II от 1979 года, запрещавший вывод ядерного оружия в космос и установивший «потолки» для пусковых установок, стратегической авиации и ракет (но не ядерных боезарядов) ниже существовавшего уровня — 2500 единиц (в том числе до 820 пусковых установок МБР, оснащённых РГЧ). Кроме того, были запрещены разработка и развёртывание баллистических ракет, базирующихся на плавсредствах, кроме подводных лодок, и на морском дне; мобильных тяжёлых МБР; крылатых ракет с РГЧ; был ограничен максимальный забрасываемый вес для БРПЛ.
Следующим договором о сокращении СНВ стал бессрочный Договор о ликвидации ракет средней и меньшей дальности (1987), который поставил под запрет разработку и развёртывание баллистических ракет с дальностью от 500 до 5500 км. В соответствии с Договором стороны в течение трёх лет должны были уничтожить все пусковые установки и баллистические ракеты наземного базирования, включая ракеты как в европейской, так и в азиатской части СССР. Этим же Договором была впервые введена универсальная классификация баллистических ракет по дальности.
Договор СНВ-I был заключён между СССР и США 31 июля 1991 года в Москве и вступил в силу 5 декабря 1994 года — уже после распада СССР и передачи России ядерного оружия, оставшегося в Беларуси, Казахстане и на Украине. Установленный срок его действия — 15 лет. Условия Договора запрещали любой из сторон размещать на боевом дежурстве более 1600 средств доставки ядерного оружия (МБР, БРПЛ, стратегические бомбардировщики). Максимальное количество самих ядерных зарядов ограничивалось «потолком» в 6000 единиц. 6 декабря 2001 года было объявлено, что Россия и США выполнили обязательства по Договору.
В 1993 году Борис Ельцин и Джордж Буш подписали Договор СНВ-II. Договор предусматривал сокращение к 1 января 2003 года численности боезарядов до 3500 единиц, в том числе до 1750 боезарядов на БРПЛ. Планировалось к этому же времени полностью сократить МБР с РГЧ и тяжёлые МБР. СНВ-II был ратифицирован в США в 1997 году, в России — в 2000 году, однако после выхода США 13 июня 2002 года из Договора по противоракетной обороне Россия на следующий же день объявила о выходе из СНВ-II.
Ещё в марте 1997 года в ходе консультаций в Хельсинки президенты Борис Ельцин и Билл Клинтон договорились о начале переговоров по СНВ-III сразу же после вступления в силу СНВ-II. В СНВ-III версии 1997 года планировалось установить «потолки» на уровне 2000—2500 стратегических ядерных боезарядов и, возможно, придать договору бессрочный характер. Переговоры по этому соглашению, однако, не принесли результатов.
В мае 2002 года, через несколько месяцев после объявления о выполнении условий Договора СНВ-I, был подписан Договор о сокращении стратегических наступательных потенциалов (СНП), снизивший «потолок» количества боезарядов до 1700—2200. При этом состав и структура попадавших под сокращение вооружений определялись сторонами самостоятельно и никак не регламентировались в Договоре. Договор вступил в силу 1 июня 2003 года (срок действия истекал 31 декабря 2012 года). Срок действия СНВ-I истёк 5 декабря 2009 года. Договор СНВ-III заменил СНВ-I и отменил действие Договора СНП от 2002 года.
Помимо истечения срока действия СНВ-I важным фактором, послужившим поводом для начала работ по новому договору, была политическая составляющая. Начало переговоров совпало с так называемой «перезагрузкой» в российско-американских отношениях, которую инициировала администрация Барака Обамы вскоре после его вступления в должность. Многие эксперты сошлись во мнении о том, что новый договор в контексте заявленных перемен во внешней политике США явился личной победой Обамы в политическом противостоянии с Республиканской партией. В этой связи неоднократно упоминалась и связь между углублением сотрудничества с Россией по вопросам разоружения и изменением подхода России к «иранской проблеме».

## Состояние стратегических сил России и США

### Россия
По состоянию на начало 2010 года на боевом дежурстве в России состояли:
| Параметр          | РВСН | ВМФ                                                | ВВС                        | Итого |
| ----------------- | --- | -------------------------------------------------- | -------------------------- | ----- |
| Носителей:        | — | 9 667БДР: 4; 667БДРМ: 5                            | 75 Ту-95: 62; Ту-160: 13   |       |
| Средств доставки: | 331 Р-36М/Р-36М2 (РГЧ): 50×10; УР-100Н (РГЧ): 60×6; РТ-2ПМ (моноблочные): 170; РТ-2ПМ2 (моноблочные): 18; РС-24 (РГЧ): 3х4 | 160 Р-29Р (РГЧ): 64×3; Р-29РМ/Р-29РМУ2 (РГЧ): 80×4 | 838 Х-55: 682; Х-55СМ: 156 |       |
| Боезарядов:       | 1090 | 576                                                | 838                        | 2504  |

### США
Ядерный арсенал США в начале 2010 года:
| Параметр          | МБР                                                                      | БРПЛ                                                      | КР/АБ                                      | Итого |
| ----------------- | ------------------------------------------------------------------------ | --------------------------------------------------------- | ------------------------------------------ | ----- |
| Носителей:        | —                                                                        | 12 «Огайо»: 12                                            | 60 B-52H: 93/44; B-2A: 16                  |       |
| Средств доставки: | 450 LGM-30G Mk-12A (РГЧ): 250×1-3; LGM-30G Mk-21/SERV (моноблочные): 200 | 288 UGM-133A Mk-4 (РГЧ): 192×4; UGM-133A Mk-5 (РГЧ): 96x4 | 316 AGM-86: 216; B61-7, B61-11, B83-1: 100 | 851   |
| Боезарядов:       | 550                                                                      | 1152                                                      | 500                                        | 2202  |

## Переговоры
С инициативой начать новый переговорный процесс по новому договору в июне 2006 года выступил президент РФ Владимир Путин. К разработке документа эксперты приступили после встречи президентов Дмитрия Медведева и Барака Обамы в Лондоне 1 апреля 2009 года (в рамках саммита Группы G20). Переговоры завершились подписанием документа спустя 11 месяцев.
Первые сообщения о возможности подписания нового договора появились в декабре 2008 — январе 2009 года. 3 февраля 2009 года британская газета The Times сообщила об этом со ссылкой на собственный «надёжный источник в Белом доме». Подготовка переговоров в администрации президента США Барака Обамы была поручена координатору по политике в сфере оружия массового уничтожения Гэри Сэймору, бывшему советнику Билла Клинтона. Разработка Договора началась в апреле 2009 года сразу после встречи Дмитрия Медведева и Барака Обамы в Лондоне. Предварительные переговоры прошли в Риме уже 27 апреля.

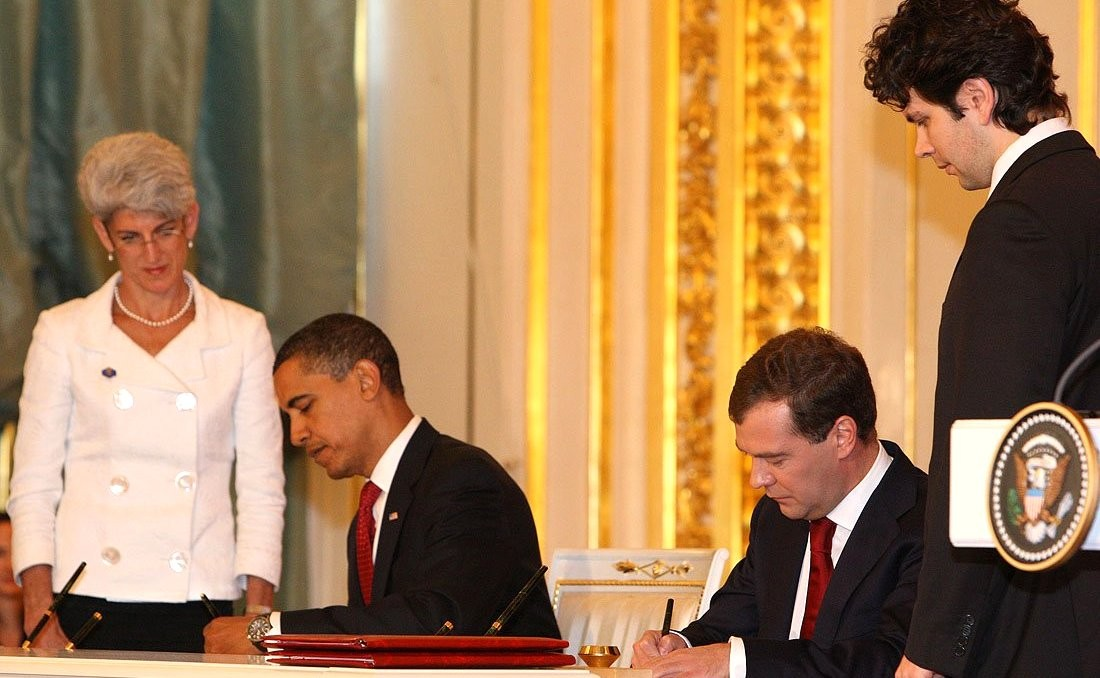
Барак Обама и Дмитрий Медведев подписывают «Совместное понимание по СНВ». Москва, 6 июля 2009 года

Далее переговоры проходили по следующему графику:
- Первый раунд: 19-20 мая, Москва[28].
- Второй раунд: 1-3 июня, Женева[29].
- Третий раунд: 22-24 июня, Женева[29].
- Четвёртый раунд: 22-24 июля, Женева[29].
- Пятый раунд: 5-7 сентября, Женева[30].
- Шестой раунд: 21-28 сентября, Женева[31][32].
- Седьмой раунд: 19-30 октября, Женева[33].
- Восьмой раунд: 9 ноября, Женева[34].

Утром 6 июля было объявлено о согласовании текста «Совместного понимания по вопросу о дальнейших сокращениях и ограничениях стратегических наступательных вооружений», который был подписан Медведевым и Обамой во время визита американского президента в Москву в тот же день. В документе было продекларировано намерение обеих сторон сократить количество ядерных боезарядов до 1500—1675 единиц, а их носителей — до 500—1100 единиц.
Ход переговоров и детали разногласий, возникавших в их процессе, были с самого начала засекречены, однако о некоторых проблемных моментах стало известно общественности.
Спецпредставитель президента США по ядерному нераспространению Адам Шейнман 5 августа 2022 года заявил, что Вашингтон «при условии добросовестных действий со стороны РФ» готов к возобновлению диалога с Москвой по формированию будущей системы контроля над вооружениями.

### Противоракетная оборона США
Россия требовала «увязать» подписание Договора с отказом США от создания элементов системы ПРО в Восточной Европе. Хотя американская администрация ни разу не заявляла об отказе от этих планов, было оговорено, что взаимосвязь стратегических наступательных (ядерное оружие) и стратегических оборонительных вооружений (системы противоракетной обороны) будет учтена в Договоре. В частности, об этом говорит пятый пункт «Совместного понимания». В то же время, в самом Договоре понятие «взаимосвязь» не расшифровывается. В Договоре имеется запрет на переоборудование пусковых установок МБР и БРПЛ в пусковые установки для перехватчиков ПРО и их обратное переоборудование.
17 сентября 2009 года Барак Обама объявил, что США отказываются от планов размещения стационарной радарной установки в Чехии и ракет-перехватчиков в Польше в пользу усиления уже имеющихся в Западной Европе средств противоракетной обороны и военно-морской группировки в Средиземном море (см. статью Система противоракетной обороны НАТО). В октябре 2009 года вице-президент США Джо Байден предложил Польше принять участие в новом проекте. Премьер-министр Дональд Туск принял предложение. Чехия в 2011 году отказалась от участия в американской системе ПРО.

### Проблема учёта зарядов

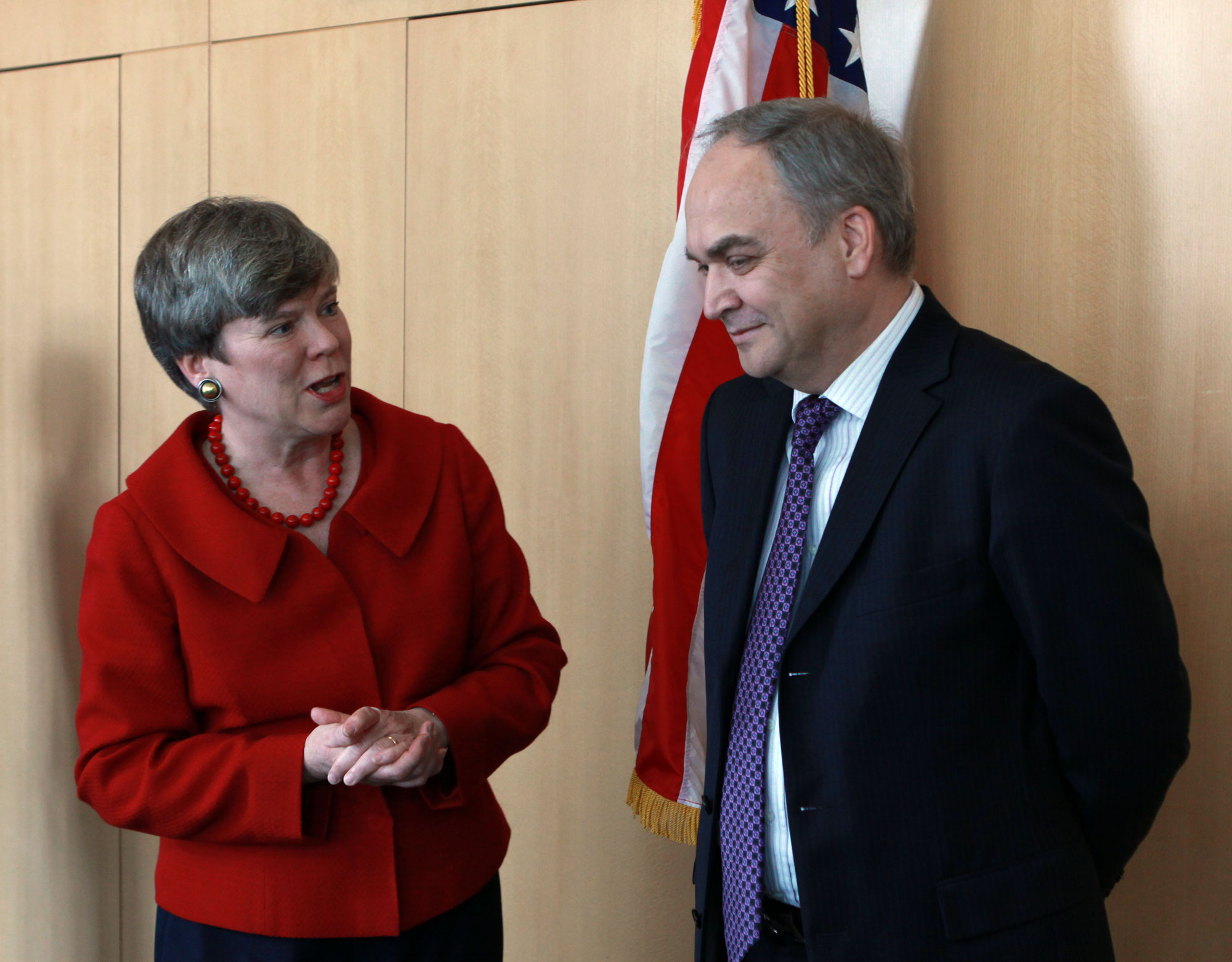
Заместитель госсекретаря США Роуз Гетемюллер и директор департамента по вопросам безопасности и разоружения МИД России Анатолий Антонов

Между сторонами не было единой точки зрения в отношении принципа учёта ядерных зарядов на баллистических ракетах, оснащённых РГЧ. Современные ракеты подобного типа могут нести до 14 зарядов (UGM-133A). Делегация США предложила включать в обсуждение лишь те заряды, которые находятся на каждой отдельно взятой ракете в данный момент времени, тогда как в предыдущих договорах за любой «дежурной» ракетой любого типа априори записывалось то количество боевых блоков, с которыми она прошла испытания. Таким образом, возникли опасения, что находящиеся на хранении заряды не попадут в рамки Договора и в дальнейшем могут быть установлены на ракеты и приведены в боевую готовность.
Около трети от общего количества имевшихся в 2008 году в американском арсенале ядерных боезарядов составляли боеголовки W76, причём в том же году заканчивался тридцатилетний гарантированный срок хранения наиболее старых из них. При этом инициированная Джорджем Бушем в 2004 году «Программа надёжной замены боеголовок» (Reliable Replacement Warhead), в рамках которой планировалось создание замены для W76 и которая, таким образом, была призвана решить эту проблему, была свёрнута администрацией Обамы.
В подписанном Договоре учёт боевых блоков регламентируется следующим образом: «Количеством боезарядов является количество боеголовок, установленных на развёрнутых МБР и на развёрнутых БРПЛ». Таким образом, в Договоре остался неучтённым так называемый «возвратный потенциал» — складированные ядерные боезаряды. Технически эта часть ядерного арсенала может быть развёрнута достаточно быстро, если какая-либо из сторон перестаёт выполнять Договор.

### РС-24
В октябре 2009 года появились сообщения о том, что подписание Договора может быть поставлено под угрозу в связи с тем, что в России началась подготовка к принятию на вооружение МБР РС-24 с разделяющейся головной частью, что противоречило положениям СНВ-I. В марте 2009 года было сообщено (а 13 октября подтверждено), что первый ракетный полк РС-24 будет развёрнут в Тейково 5 декабря — в день окончания срока действия СНВ-I. По состоянию на конец марта 2010 года, каких-либо официальных сообщений о развёртывании подразделений РВСН, вооружённых новыми ракетами, не появилось, однако в интервью Ю. С. Соломонова, опубликованном в журнале «Национальная оборона» в апреле 2010 года, говорилось:
— Кстати говоря, а решение о запуске в серийное производство МБР РС-24 «Ярс» принято? 

— Не просто принято, а первое боевое подразделение «Ярса» поставлено на вооружение в четвёртом квартале прошлого года. Государственные испытания завершены, по их результатам госкомиссия вынесла свой вердикт. Постановлением правительства было предусмотрено изготовление необходимой материальной части в прошлом году. И в 2009-м впервые в истории нашего государства, мы в условиях непростой ситуации в оборонно-промышленном комплексе сумели решить эту сложнейшую научно-техническую и производственно-технологическую задачу — освоение серийного изготовления ракетного комплекса РС-24 «Ярс» и поставку его в Вооружённые силы РФ.
— Ю. С. Соломонов, интервью журналу «Национальная оборона», № 4, апрель 2010
В июле 2010 года факт развёртывания первого подразделения РС-24 был официально подтверждён заместителем министра обороны В. А. Поповкиным.
В Договоре СНВ-III РС-24 рассматривается как самостоятельный тип ракеты.

## Подписание
24 марта 2010 года было объявлено, что все документы для подписания Договора готовы и согласованы. Церемонию подписания Договора по инициативе США было решено провести в Праге 8 апреля. 26 марта была учреждена Двусторонняя консультативная комиссия (ДКК), которая должна была «содействовать осуществлению нового Договора».
Церемония подписания состоялась в 12:30 по местному времени (14:30 МСК) 8 апреля в Испанском зале президентского дворца в Праге. После подписания Договора и протокола к нему Дмитрий Медведев и Барак Обама дали совместную пресс-конференцию. Тексты Договора на русском и английском языках, протокола на русском и английском языках, а также заявления президента РФ по противоракетной обороне были опубликованы на сайтах президентов России и США, соответственно. По случаю подписания Договора одним из монетных дворов Чехии была выпущена серия юбилейных медалей (500 золотых и 1000 серебряных).

## Ратификация
И в США, и в России документ был внесён на ратификацию в мае 2010 года. Сенат США одобрил его 22 декабря 2010 года, Госдума и Совет Федерации РФ — 25 и 26 января 2011 года.

### В США

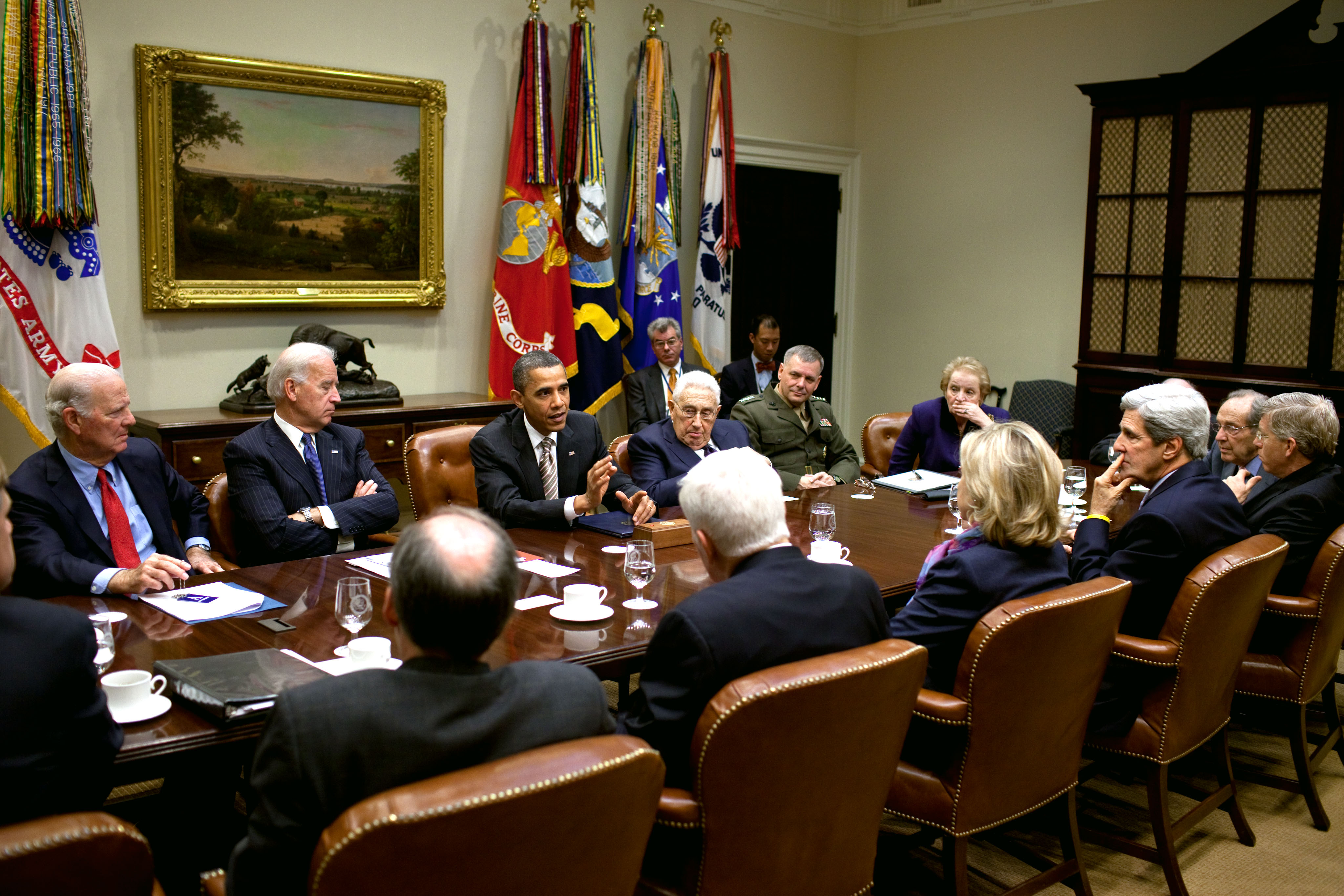
Консультации по СНВ в Белом доме, 18 ноября 2010 года. Слева от Обамы — Джозеф Байден, справа — Генри Киссинджер, замначальника ОКНШ Джеймс Картрайт и Мадлен Олбрайт

13 мая 2010 года договор был передан на ратификацию в Сенат США. В тот же день министр обороны США Роберт Гейтс выступил со специальным разъяснением, что договор не содержит ограничений на развёртывание системы ПРО. 16 сентября Комитет по международным делам Сената США рекомендовал Сенату его ратифицировать.
Сенатские прения начались 17 декабря. Как и ожидалось, большинство представителей Республиканской партии высказывалось против ратификации Договора вообще либо требовало внести поправки.
Итоговое голосование состоялось 22 декабря. Договор был ратифицирован 71 голосом против 26, трое сенаторов отсутствовали. «За» высказались все 56 демократов, два независимых сенатора, а также 13 республиканцев: Ламар Александер (Теннесси), Роберт Беннетт (Юта), Скотт Браун (Массачусетс), Тад Кохран (Миссисипи), Сьюзан Коллинз (Мэн), Роберт Коркер (Теннесси), Джад Грегг (Нью-Хэмпшир), Джонни Айзаксон (Джорджия), Майк Йоханнс (Небраска), Ричард Лугар (Индиана), Лиза Меркауски (Аляска), Олимпия Сноу (Мэн) и Джордж Войнович (Огайо). Все голосовавшие «против» — республиканцы.
Одновременно с ратификацией Сенат принял резолюцию, в которой отмечалось, что «новый Договор не накладывает ограничений на развёртывание систем ПРО, в том числе в Европе». К тексту резолюции сенаторы приняли две поправки — о необходимости обеспечить модернизацию ядерного комплекса США и о необходимости провести с Россией переговоры по вопросам тактических ядерных вооружений. 3 февраля Барак Обама подписал ратификационный документ к Договору.

### В России
На рассмотрение Государственной думы Договор был внесён президентом Дмитрием Медведевым 28 мая 2010 года. 6 июля в Думе состоялись парламентские слушания, на которых присутствовали представители МИД и Генштаба. 8 июля комитеты Госдумы по обороне и международным делам рекомендовали депутатам ратифицировать Договор.
24 декабря законопроект о ратификации СНВ-III (проект федерального закона № 382931-5-ФЗ «О ратификации Договора между Российской Федерацией и Соединенными Штатами Америки о мерах по дальнейшему сокращению и ограничению стратегических наступательных вооружений») обсуждался в Государственной Думе. За принятие документа в первом чтении проголосовали 350 депутатов, против — 58, воздержалось — 0, не голосовало 42. В парламентских дебатах принимали участие министр обороны Анатолий Сердюков и министр иностранных дел Сергей Лавров.
6 января 2011 года было объявлено, что Госдума подготовила 5 поправок (для рассмотрения во втором чтении) и 2 проекта заявления Думы (в третьем чтении). Поправки касались уточнения взаимосвязи СНВ и противоракетной обороны и условий выхода России из договора. Об этом же говорилось в проекте первого заявления. Во втором заявлении содержалось обращение к президенту о развитии стратегического ядерного комплекса, аналогичное принятому Сенатом США. 15 января состоялось второе чтение законопроекта о ратификации. 349 депутатов голосовали «за», 57 были «против», двое воздержались. Был принят ряд заявлений, которые стали фактически ответом Госдумы на резолюцию по Договору, принятую Сенатом США в декабре.
25 января состоялось третье, заключительное чтение законопроекта о ратификации. На итоговом голосовании он был утверждён 350 голосами «за» и 96 «против» при одном воздержавшемся. Одновременно с этим депутаты приняли два заявления. Одно из них содержало обращение к руководству России, в котором говорилось о необходимости ускорить обновление ядерных сил. Во втором заявлении было указано на необходимость «отслеживания» создания ПРО США в Европе, а также вывода с континента американских тактических ядерных сил. 26 января законопроект был единогласно принят в Совете Федерации (137 голосов «за»). Россия оставила за собой право выйти из Договора, если ПРО США достигнет той стадии развития, когда станет представлять угрозу России. Отдельно было указано, что положения преамбулы, где прописана взаимосвязь СНВ и ПРО, имеют юридическую силу и должны в полном объёме учитываться сторонами.
28 января законопроект подписал президент Дмитрий Медведев.

### Вступление в силу
5 февраля 2011 года министр иностранных дел России Сергей Лавров и государственный секретарь США Хиллари Клинтон в ходе 47-й Мюнхенской конференции по безопасности обменялись ратификационными грамотами, после чего Договор формально вступил в силу.

## Структура
- Договор между Российской Федерацией и Соединенными Штатами Америки о мерах по дальнейшему сокращению и ограничению стратегических наступательных вооружений
  - Преамбула
  - Статья I — обязательства по Договору.
  - Статья II — суммарные предельные уровни стратегических наступательных вооружений.
  - Статья III — порядок зачёта стратегических наступательных вооружений и их полный список.
  - Статья IV — базирование стратегических наступательных вооружений.
  - Статья V — модернизация стратегических наступательных вооружений.
  - Статья VI — переоборудование и ликвидация стратегических наступательных вооружений.
  - Статья VII — публикация сведений по стратегическим наступательным вооружениям.
  - Статья VIII — неясные ситуации.
  - Статья IX — обмен телеметрической информацией.
  - Статья X — контроль за исполнением из космоса.
  - Статья XI — инспекционный контроль.
  - Статья XII — Двусторонняя консультативная комиссия.
  - Статья XIII — иные международные обязательства сторон.
  - Статья XIV — срок действия и порядок выхода из Договора.
  - Статья XV — поправки к Договору.
  - Статья XVI — регистрация Договора.
- Протокол к Договору между Российской Федерацией и Соединенными Штатами Америки о мерах по дальнейшему сокращению и ограничению стратегических наступательных вооружений
  - Глава первая — Термины и их определения (с. 2—14). Даётся определение 90 последовательно пронумерованным терминам в алфавитном порядке, используемым в текстах Договора и протокола.
  - Глава вторая — Категории данных в отношении стратегических наступательных вооружений (с. 15—71). Определяется порядок оформления данных и их обмена.
  - Глава третья — Процедуры переоборудования или ликвидации стратегических наступательных вооружений (с. 72—79). Определяется порядок утилизации или переоборудования ракет, пусковых установок, тяжёлых бомбардировщиков и подводных лодок.
  - Глава четвёртая — Уведомления (с. 80—86). Приводится полный список уведомлений относительно данных, касающихся стратегических наступательных вооружений, относительно передвижения стратегических наступательных вооружений, относительно пусков МБР или БРПЛ и обмена телеметрической информацией, относительно переоборудования или ликвидации, относительно инспекционной деятельности и относительно деятельности ДКК.
  - Глава пятая — Инспекционная деятельность (с. 87—115). Определяются квоты на различные типы инспекционных поездок и порядок их осуществления.
  - Глава шестая — Двусторонняя консультативная комиссия (с. 116—118). Определяется принцип работы ДКК.
  - Глава седьмая — Телеметрическая информация (с. 119). Определяется порядок обмена телеметрической информацией по пускам.
  - Глава восьмая — Временное применение (с. 120—121). Приводится список положений Договора, вступивших в силу до его ратификации.
  - Глава девятая — Согласованные заявления (с. 122—137). Приводятся десять согласованных заявлений сторон относительно ряда особых вопросов.
  - Глава десятая — Заключительные положения (с. 138).
- Заявление Российской Федерации относительно противоракетной обороны

## Основные положения
Впервые Договор был опубликован 26 марта 2010 года.
Ряд положений Договора, перечисленных в главе VIII Протокола, вступил в силу в момент подписания, то есть до ратификации. Среди них, в частности, п. 2 ст. V о возможности обсуждения в Двусторонней контрольной комиссии (ДКК) появления новых типов стратегических носителей, статья VIII о предупреждении противоположной стороны о повышении уровня боеготовности СЯС и некоторые другие.

### Ограничение численности СНВ
Договором предусматривалось, что каждая из сторон сокращает и ограничивает свои СНВ таким образом, чтобы через семь лет после его вступления в силу (и в дальнейшем) их суммарные количества не превышали: 700 единиц для развёрнутых межконтинентальных баллистических ракет (МБР), баллистических ракет подводных лодок (БРПЛ) и тяжёлых бомбардировщиков (ТБ); 1 550 единиц для ядерных боезарядов на них; 800 единиц для развёрнутых и неразвёрнутых пусковых установок (ПУ) МБР и БРПЛ, а также ТБ. Таким образом, у каждой из сторон есть возможность хранить в неразвёрнутом состоянии ещё 100 носителей. Под «неразвёрнутыми» имеются в виду носители и ПУ, не находящиеся в боевой готовности, а используемые для обучения или испытания и не имеющие боеголовок.
Для расчёта в суммарное предельное количество боезарядов каждый развёрнутый и неразвёрнутый тяжёлый бомбардировщик правилами учёта засчитывается как одна единица, тогда как, например, самолёт Ту-160 способен нести на борту до 12 ядерных крылатых ракет Х-55 дальностью 2500 км.
Каждая из сторон имеет право самостоятельно определять состав и структуру своих стратегических наступательных вооружений в суммарных пределах, установленных Договором. Запрещено развёртывание стратегических наступательных вооружений за пределами национальной территории каждой из сторон.

### Вооружения, подпадающие под действие Договора
Договор распространяется на следующие типы стратегических вооружений:
| Россия - МБР: РС-12М («Тополь») РС-12М2 («Тополь-М») РС-18 (УР-100Н) РС-20 (Р-36М УТТХ, Р-36М2 «Воевода») РС-24 («Ярс») - БРПЛ: РСМ-50 (Р-29Р) РСМ-52 (Р-39) РСМ-54 (Р-29РМ/РМУ2 «Синева») РСМ-56 (Р-30 «Булава») - Тяжёлые бомбардировщики: Ту-95МС Ту-160 | США - МБР: Минитмен-II Минитмен-III Пискипер - БРПЛ: Трайдент II - Тяжёлые бомбардировщики: B-52G В-52Н В-1В В-2A |

Договор также распространяется на все транспортно-пусковые контейнеры (ТПК) и пусковые установки указанных типов МБР и БРПЛ. Договор не распространяется на МБР и БРПЛ, на их ТПК и пусковые установки, а также на тяжёлые бомбардировщики в случаях, если вооружение включено в стационарную экспозицию, используется для обучения личного состава или запуска космических объектов.
Договор не распространяется на боезаряды, находящиеся на долговременном хранении.
25 декабря 2020 года директор департамента по вопросам нераспространения и контроля над вооружениями МИД РФ Владимир Ермаков заявил о добровольном включении российской гиперзвуковой системы «Авангард» в число вооружений, учитываемых в рамках ДСНВ.

#### Бомбардировщики B-1B

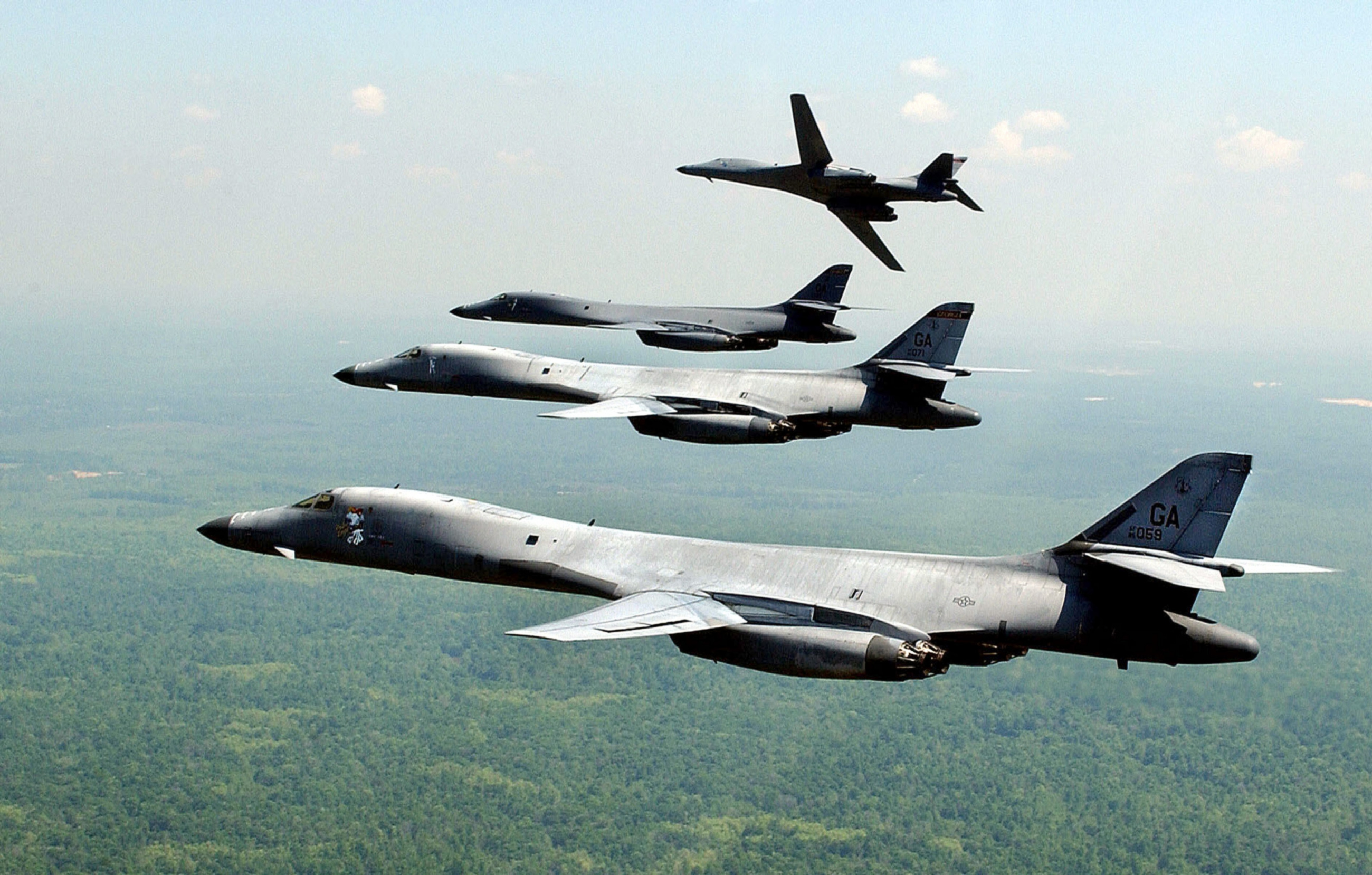
B-1B, в 1996 году переведённые из расформированного в 1992 году Стратегического командования в Национальную гвардию ВВС штата Джорджия (116-е бомбардировочное крыло)

Действие Договора в части авиационной составляющей СЯС США распространяется помимо B-2 и B-52 на самолёты B-1B. Эти бомбардировщики, разработанные в 1970-х годах и предназначавшиеся для нанесения ракетных ударов по СССР, с 1990-х годов проходят постепенное переоборудование под неядерные вооружения, и к моменту окончания срока действия СНВ-III США не планировали использовать их как носители ядерного оружия. В связи с этим Договором предусмотрено исключение B-1B из расчёта и прекращение действия Договора в отношении этих самолётов, как только последний из них будет переоборудован.

### Двусторонняя консультативная комиссия
Двусторонняя консультативная комиссия (ДКК) — непостоянный межгосударственный рабочий орган, призванный содействовать осуществлению целей и положений Договора. Её заседания созываются на нерегулярной основе по запросу любой из сторон. В составе ДКК могут образовываться рабочие группы для обсуждения различных проблем. Повестка дня заседаний комиссии и её работа, как правило, не предаётся огласке. ДКК состоит из представителей, заместителей представителей, членов, советников и экспертов.

### Обмен телеметрическими данными
Необратимость и транспарентность процесса сокращений СНВ обеспечивает верификационный механизм. Обмен телеметрической информацией о пусках ракет осуществляется по взаимному согласованию и на паритетной основе не более чем по пяти пускам в год. Производить обмен информацией о количестве боеголовок и носителей стороны должны два раза в год (в марте и сентябре).

### Инспекции
Инспекционная деятельность является главным инструментом взаимного контроля за исполнением Договора. Инспекционная деятельность начинается по истечении двух месяцев после вступления Договора в силу. В инспекции могут принимать участие не более 300 человек. Списки инспекторов согласуются в течение одного месяца, после этого инспекторам выдаются двухлетние визы, и инспектируемая сторона уже не может отвести того или иного инспектора. Для каждой стороны устанавливаются два пункта въезда инспекционных групп. Инспекторы, члены инспекционных делегаций и лётных экипажей, а также их самолёты пользуются на территории инспектируемой стороны полной неприкосновенностью.
Предусматриваются два типа инспекций. Инспекции первого типа имеют целью подтвердить достоверность заявленных количеств развёрнутых стратегических наступательных вооружений. Инспекции второго типа позволяют подтвердить достоверность данных о неразвёрнутых, переоборудованных или ликвидированных вооружениях. Такие инспекции проводятся в местах загрузки МБР, местах загрузки БРПЛ, местах складского хранения МБР, БРПЛ и мобильных пусковых установок МБР, местах ремонта МБР, БРПЛ и мобильных пусковых установок МБР, на испытательных полигонах и в местах обучения. В течение года разрешается проводить не более 10 инспекций первого типа и не более 8 инспекций второго типа. Каждая из сторон имеет право проводить в любой данный момент времени не более одной инспекции на чужой территории.
За время действия Договора стороны провели 328 инспекций и обменялись 21 403 уведомлениями (данные на январь 2021 года).
9 августа 2022 года СМИ сообщили, что Россия приостановила действие соглашения, которое позволяло американским и российским инспекторам посещать ядерные объекты. Согласно заявлению МИД России, санкции США, введённые из-за вторжения в Украину, сделали невозможными поездки российских инспекторов в США.

### Противоракетная оборона
Договор прямо не налагает чётких ограничений на развитие систем ПРО в Европе, однако из статьи XIV Договора и заявления президента России, являющегося неотъемлемой частью Договора, следует, что «качественное и количественное наращивание возможностей систем ПРО США» попадает в категорию «исключительных обстоятельств, ставящих под угрозу высшие интересы Российской Федерации», и является основанием для выхода России из Договора.

## Оценки

### В России
Рядом экспертов неоднократно отмечалось, что для России в отличие от США ДСНВ являлся скорее договором о наращивании СНВ, а не об их сокращении. Так, на момент вступления Договора в силу Россия уже не нарушала порога по носителям, установленного им (611 единиц против предельных 700) и превышала лишь по боезарядам.
Заместитель начальника Главного оперативного управления Генштаба Вооружённых Сил Российской Федерации генерал-майор Сергей Орлов заявил в ходе парламентских слушаний по СНВ, что «количественные параметры, зафиксированные в данном Договоре, по нашим расчётам, позволяют Вооружённым силам России обеспечить в полном объёме стратегическое сдерживание в мирное время и поражение ядерных объектов противника с гарантированной вероятностью — в военное».
Глава комитета СФ по международным делам Михаил Маргелов отмечал, что СНВ-III должен позволить России сэкономить «миллиарды долларов на переоснащении существующих средств доставки, не тормозя при этом модернизацию вооружений».
По мнению лидера КПРФ Геннадия Зюганова, ядерное оружие — «это последний довод, который есть у России, и любое сокращение потенциала бьёт прежде всего по нашей безопасности».
По мнению лидера ЛДПР Владимира Жириновского, Договор существенно ослабляет военную мощь России.
Президент Академии геополитических проблем генерал-полковник в отставке Леонид Ивашов позитивно оценил подписанный договор: «Россия не поддалась давлению американцев и заключила выгодный для себя договор. Во-первых, нам удалось сбросить с себя „контролирующие оковы“, когда американцы зорко следили не только за производством наших баллистических ракет, например, на том же Воткинском заводе, но и даже отслеживали маршруты передвижения мобильных ракетных комплексов. Теперь, по условиям договора, этого не будет» (в соответствии с Договором СНВ-I стороны имели право отслеживать выпуск новых МБР друг друга, на Воткинском заводе до 2009 года работала миссия американских наблюдателей (Votkinsk Portal Monitoring Facility). Аналогичная миссия России в США прекратила работу в США в 2001 году, в связи с прекращением производства новых ракет).

### В США
Американское общественное мнение выступило в поддержку договора. По данным CNN, за ратификацию СНВ-III высказались 73 % американцев, 24 % — против.
В США конгрессмены от Республиканской партии выступали против подписания Договора, который продвигала администрация президента-демократа Барака Обамы. Так, по мнению одного из кандидатов-республиканцев на президентских выборах 2008 года и бывшего губернатора Массачусетса Митта Ромни, подписание СНВ-III является «величайшей ошибкой Обамы», поскольку «Договор не распространяется на российские мобильные МБР и пусковые установки, которые перемещаются по железной дороге», что, впрочем, не соответствует действительности, поскольку все ПГРК на вооружении РВСН (РТ-2ПМ и РТ-2ПМ2) подпадают под действие Договора (Ст. III, п. 8, подп. a-ii), а все БЖРК были утилизированы в 2003—2007 годах.

## Российские эксперты о проблемах, связанных с ДСНВ

### Неучёт потенциала высокоточного оружия США
По мнению некоторых комментаторов, в частности, президента «Академии геополитических проблем» генерал-полковника Ивашова, Договор СНВ-III «губителен для России», поскольку он игнорирует превосходство США в обычном, в том числе высокоточном вооружении, которым можно было бы нейтрализовать стратегические силы России (это мнение было высказано ещё до подписания и публикации текста договора). Критики этой позиции указывают на новую военную доктрину России, которая в этом случае предполагает нанесение ответного удара ядерными средствами.

### Стратегическое неядерное оружие
В исследовании Центра по изучению проблем разоружения, энергетики и экологии при МФТИ утверждается, что условия СНВ-III делают возможным развёртывание МБР в неядерном оснащении без каких-либо ограничений. В частности, пусковая установка на незащищённой позиции не попадает ни в категорию развёрнутых, ни в категорию неразвёрнутых, и потому такие ПУ не попадают под установленный потолок. Если в таких ПУ будут находиться МБР, то такие МБР будут считаться как неразвёрнутые, а потому ни количество МБР в незащищённых ПУ, ни количество боеголовок на них не подлежат ограничению.
В резолюции, принятой Государственной Думой России при ратификации договора во втором чтении, указывается, что развёртывание стратегических наступательных вооружений в обычном оснащении, в случае если решение об этом не было пропущено через Двустороннюю консультативную комиссию, является исключительным условием для выхода России из договора.

### Участие третьих ядерных держав
Договор подвергается критике за свой двусторонний характер, который не позволяет контролировать арсеналы третьих стран (помимо России и США ядерным оружием обладают ещё 7 государств, в том числе две страны НАТО).
Как отметил во время парламентских слушаний первый заместитель начальника Генштаба генерал-лейтенант Александр Бурутин, система двусторонних соглашений по разоружению себя практически исчерпала, и предположил, что в ближайшее десятилетие начнётся работа по первому многостороннему договору об СНВ.
Особую опасность представляет проблема британского ядерного арсенала, который с 1962 года включён в американскую систему ядерного планирования. На вооружении Великобритании стоят четыре атомных подводных лодки типа «Вэнгард» вооружённые ракетами «Трайдент-2» американского производства. Каждая британская подлодка может нести по 16 ракет. Их подлётное время до жизненно важных объектов на территории РФ значительно меньше, чем американских. Кроме того, США снабдили свои ракеты «Трайдент-2» системой быстрого перенацеливания. А под эту систему могут попасть и британские ракеты, что даст возможность США использовать их по собственному усмотрению. Теоретически США могут развивать военные программы совместно с Британией и обходить лимиты СНВ-III. В июле и октябре 2010 г. российская сторона пыталась включить этот вопрос в повестку переговоров в рамках Евроатлантической инициативы безопасности. Однако Госдепартамент США сослался на независимый характер британского ядерного потенциала.

## Выполнение
По данным Госдепартамента, у США на момент вступления Договора в силу в 2011 году имелось 882 развёрнутых носителя ядерных боезарядов, включая МБР, БРПЛ и ТБ, 1800 боезарядов и 1124 развёрнутые и неразвёрнутые пусковые установки. Контрольных показателей соглашения США достигли в сентябре 2017 года, когда у них осталось 660 носителей, 1393 боезаряда, 800 ПУ.
На вооружении России в 2011 году был 521 развёрнутый носитель, 1537 боеголовок и 865 ПУ. Российская Федерация полностью выполнила свои обязательства по сокращению СНВ к 5 февраля 2018 года, когда её суммарный потенциал составил 527 единиц развёрнутых носителей, 1444 боезаряда, 779 ПУ.
По данным на 1 сентября 2020 года, Россия имела 510 развёрнутых носителя ядерных вооружений, 1447 ядерных боезарядов и 764 развёрнутые и неразвёрнутые пусковые установки. У США было 675 носителей, 1457 боеголовок и 800 развёрнутых и неразвёрнутых ПУ.
По мнению экспертов, примерный паритет между стратегическими ядерными силами России и США сохраняется.

## Дискуссия о продлении ДСНВ

### Позиция России
Действие Договора истекало 4 февраля 2021 года. 26 января состоялся телефонный разговор президента России Владимира Путина с новым президентом США Джозефом Байденом, во время которого Россия и США договорились продлить Договор без дополнительных условий ещё на пять лет, до 5 февраля 2026 года. В тот же день Россия и США обменялись нотами о достижении договорённости по продлению Договора. 27 января Госдума и Совфед ратифицировали соглашение о продлении ДСНВ до 5 февраля 2026 года, 29 января президент Путин подписал закон о продлении ДСНВ, 3 февраля соглашение между Россией и США о продлении ДСНВ вступило в силу.
В МИД РФ подчеркнули, что продление ДСНВ обеспечило сохранение и дальнейшее функционирование стержневого механизма поддержания стратегической стабильности, на строго паритетной основе ограничивающего ракетно-ядерные арсеналы сторон: «С учётом особой ответственности России и США как крупнейших ядерных держав принято важное решение, которое гарантирует необходимый уровень предсказуемости и транспарентности в этой сфере при строгом соблюдении баланса интересов».
29 ноября 2022 года пресс-секретарь МИД России Мария Захарова заявила, что Россия откладывает встречу с США по поводу договора и увязала решение с поставками оружия Украине. Было отмечено, что регулярные инспекции, предусмотренные договором, не проводились почти три года, сначала из-за пандемии коронавируса, а затем из-за конфликта на Украине.
30 января 2023 года заместитель министра иностранных дел России Сергей Рябков заявил, что непродление ДСНВ после февраля 2026 года является вполне возможным сценарием.
23 марта Сергей Рябков заявил, что на данный момент, не может быть и речи о возобновлении Россией участия в договоре СНВ-3. Дипломат отметил, что сейчас вероятность ядерного конфликта между РФ и США выше, чем за несколько последний десятилетий. По его словам, Россия сейчас де-факто находится в состоянии открытого конфликта с Соединённым Штатами и, несмотря на свои стремления сохранить мир безопасным и свободным, не может продолжать свое участие в договоре на прежних условиях.

### Позиция США
Пришедший к власти в США в 2017 году республиканец Дональд Трамп заявил, что СНВ-III более выгоден России, чем США, и назвал его «односторонней сделкой». Администрация США настаивала на выработке нового договора с привлечением Китая или на продлении соглашения, но с дополнительными условиями (включение в него новейших видов стратегических вооружений и тактического ядерного оружия, введение дополнительных механизмов верификации). Россия предлагала пролонгировать Договор без каких-либо изменений. Переговоры затянулись, до ухода Дональда Трампа решение о продлении документа так и не было принято.
В ходе первого раунда венских переговоров по стратегической стабильности между США и Россией (2020 год) американская сторона направила приглашение Китаю принять участие в переговорах в качестве третьей стороны. В свою очередь, директор департамента по контролю над вооружениями МИД КНР Фу Цун заявил, что Китай готов присоединиться к трёхсторонним переговорам по разоружению, но только если США согласятся сократить свой ядерный арсенал до уровня Китая.
В дальнейшем спецпредставитель президента США по контролю над вооружениями Маршалл Биллингсли сообщил, что США отказались от своего требования об обязательном включении китайской стороны в переговоры.
Британский еженедельник The Economist отмечает, что истечение срока действия договора в 2026 году может привести к новой гонке ядерных вооружений. Издание цитирует мнение высокопоставленного лица в Вашингтоне:

Если президент решит, что после истечения срока договора нам следует нарастить уровень вооружений, то сделать это придется быстро и готовиться мы должны уже сейчас.
Оригинальный текст (англ.)If the president were to decide, upon the expiration of New START in February 2026, that we need to increase the size of the deployed force, we want to be in a position to execute relatively quickly

Американские официальные лица предупреждают о возросших рисках. По словам высокопоставленного чиновника Пентагона Випина Наранга (Vipin Narang): «Мы оказались в ситуации новой ядерной гонки и вынуждены включиться в эту гонку». Среди новых угроз Наранг назвал постоянные заявления России о возможном применении ядерного оружия на Украине и планы России по размещению ядерного оружия в космосе в нарушение договора от 1967 года.

## Приостановка участия России в договоре
21 февраля 2023 года президент России Владимир Путин в Послании Федеральному Собранию заявил о приостановке участия РФ в договоре СНВ-3. Согласно сделанному заявлению, Россия не допустит инспекции своего ядерного арсенала представителями стран НАТО. Путин назвал одной из причин данного решения участие стран Запада в планировании Украиной ударов по базам стратегической авиации России: «Нам известно, что Запад прямо причастен к попыткам киевского режима нанести удары по базам нашей стратегической авиации». Другая причина, по словам Путина, — это запрос НАТО продлить ДСНВ и позволить НАТО инспектировать ядерные объекты в России, но так как НАТО не входит в договор, то прежде альянс должен присоединиться к договору, поскольку Франция и Великобритания также являются ядерными державами: «Прежде чем вернуться к обсуждению, мы должны для себя понять, на что всё-таки претендуют такие страны, как Франция и Великобритания». Путин сказал, что Россия готова рассматривать присоединение НАТО к договору СНВ-3: «Мы с этим согласны, пожалуйста. <…> Ведь в НАТО состоит не одна ядерная держава, США, ядерные арсеналы также есть и у Великобритании, и у Франции». В этот же день внёс в Государственную Думу соответствующий проект федерального закона.
После решения о приостановлении членства в ДСНВ 21 февраля 2023 года МИД РФ заявил о том, что Россия на время его действия продолжит соблюдать количественные ограничения вооружений, предусмотренные договором. Москва, по сообщению ведомства, не предпримет никаких шагов навстречу США до тех пор, пока Соединённые Штаты не предпримут усилия «целях общей деэскалации и создания условий для возобновления полноформатного функционирования» соглашения.
22 февраля 2023 года первый замначальника Главного управления международного военного сотрудничества Минобороны РФ Евгений Ильин сообщил, что на период паузы, взятой Россией в выполнении соглашения, она будет соблюдать ограничения ДСНВ по количеству носителей ядерных зарядов, а действующий процесс уведомлений в рамках заключённых соглашений между США и СССР должен реализоваться в полном объёме. Ильин подчеркнул, что оборонное ведомство активно следит за выполнениями и нарушениями США взятых на себя обязательств.
28 февраля 2023 года Владимир Путин подписал закон о приостановлении участия Российской Федерации в договоре СНВ III. Решение о возобновлении участия страны, согласно документу, может принять президент России.